# 우산속의 세여자
"우산속의 세 여자"는 1980년에 개봉한 대한민국의 영화이다.

## 캐스팅
- 정애리
- 김미숙
- 이문희
- 하명중 - 정명재 역
- 유미영
- 민신애
- 고수미
- 장동휘 - 황 회장 역
- 신우철 - 영섭 역
- 전숙 - 미영 모 역
- 한국남 - 오빠 역